# Jornal dos Sports
Jornal dos Sports (literalmente Diario de los Deportes en portugués) fue un diario deportivo brasileño de Río de Janeiro.  Fue fundado el 13 de marzo de 1931 y era el diario deportivo más antiguo de Brasil. Se distribuía principalmente por el estado de Río de Janeiro. Cerró sus operaciones el 10 de abril del 2010.
Jornal dos Sports era conocido en Brasil por su característico papel de color rosa, similar al usado en el periódico italiano La Gazzetta dello Sport.
Uno de los anteriores dueños más famosos del Jornal dos Sports fue el periodista brasileño Mário Filho, cuyo nombre adorna el estadio de Maracaná.